# Гань (річка)

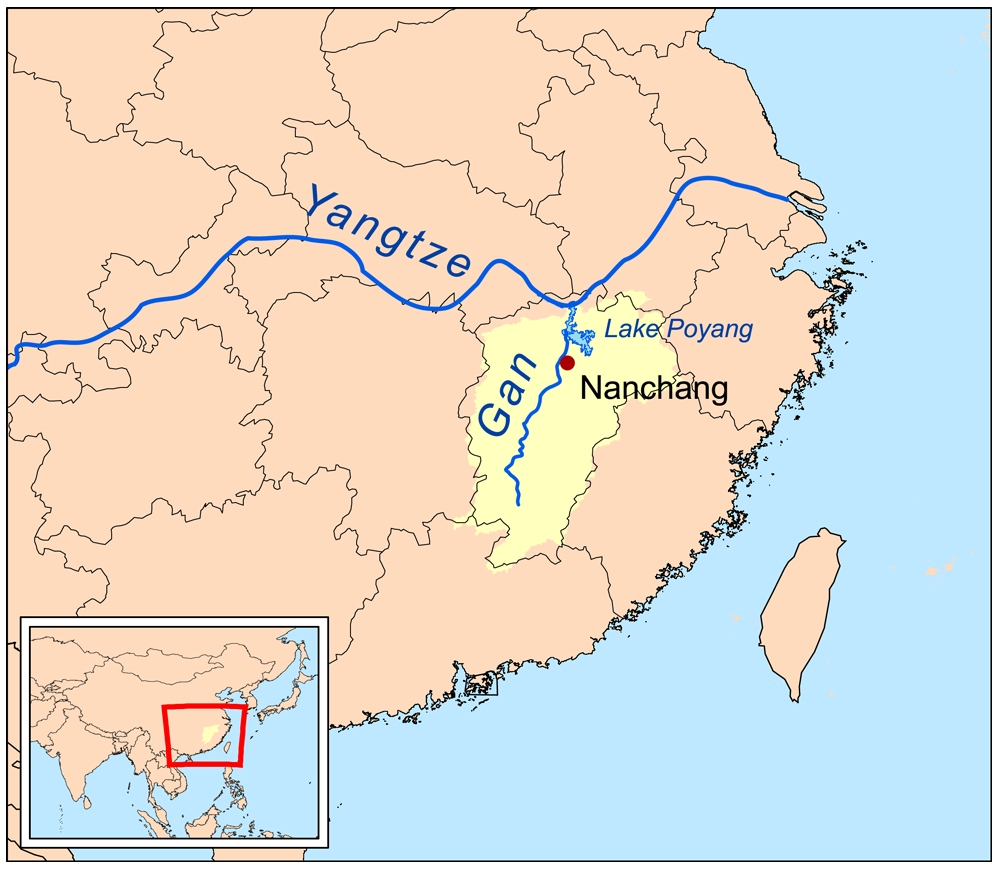

Гань (кит.: 赣江) — річка у Китаї, найдовша річка в провінції Цзянсі. Впадає в Поянху, найбільше прісноводне озеро Китаю. Поянху, у свою чергу, віддає води річці Янцзи, найдовшій річці Євразії.
Бере початок у горах Уїшань та Наньлін, протікає по міжгірських западинах. Повновода, максимальний стік у період мусонних дощів.
Найбільший річковий порт знаходиться у місті Наньчан.

## Каскад ГЕС
На річці розташовано ГЕС Wànān, ГЕС Shíhǔtáng, ГЕС Xiájiāng, ГЕС Xīngàn, ГЕС Jiāngxī Lóngtóushān.

## Галерея

Гавань у місті Наньчан, 1665 рік
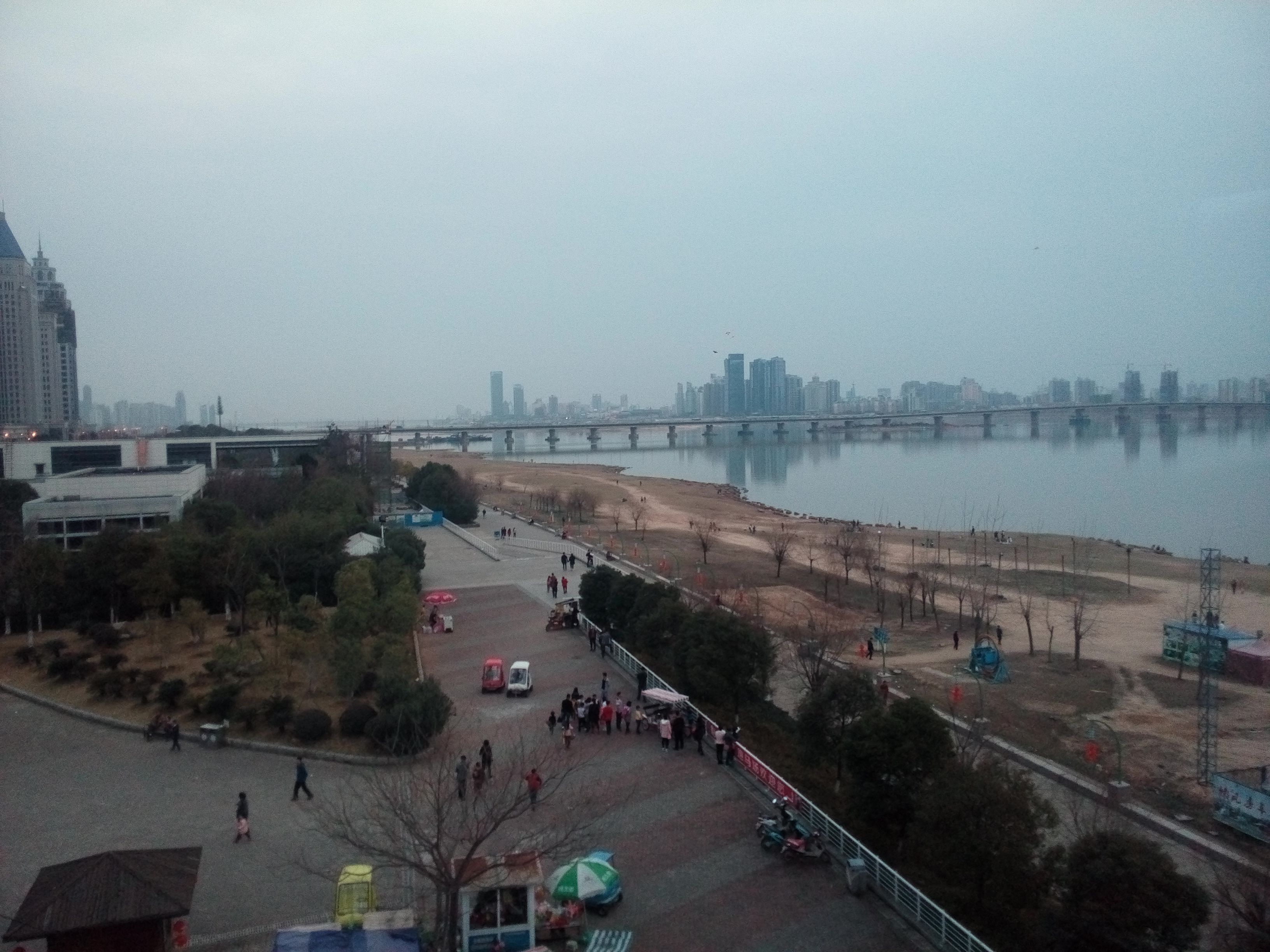
Міст Наньчан — перший сучасний міст через Гань у однойменному місті
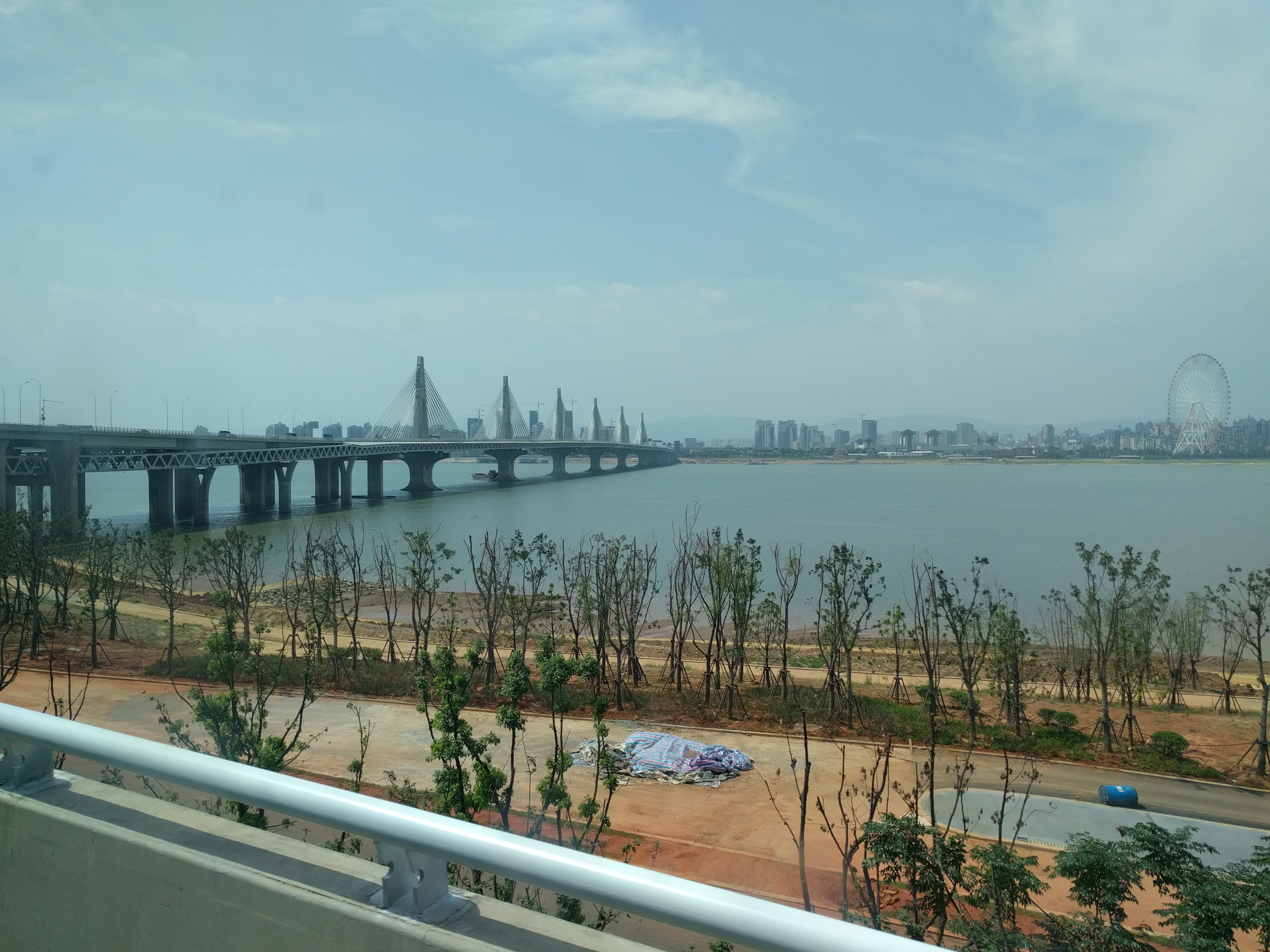
Міст Чжаоян у місті Наньчан має довжину 3,6 км. Завершений 2014 року